# Napalgué
Napalgué är en ort i Burkina Faso.   Den ligger i provinsen Province du Bam och regionen Centre-Nord, i den centrala delen av landet, 120 km norr om huvudstaden Ouagadougou. Napalgué ligger 347 meter över havet och antalet invånare är 892.
Terrängen runt Napalgué är platt. Närmaste större samhälle är Horé, 19,9 km sydost om Napalgué.
Trakten runt Napalgué består i huvudsak av gräsmarker. Runt Napalgué är det ganska tätbefolkat, med 116 invånare per kvadratkilometer.